# CLEC7A
CLEC7A (z anglického C-type lectin domain family 7 member A/ Dectin-1) je protein, který je u lidí kódován genem CLEC7A.
CLEC7A gen kóduje zástupce velké rodiny lektinů typu C (C-type lectin,CTL). Tento glykoprotein patří mezi malé membránové receptory typu II s extracelulární lektinovou doménou typu C a cytoplazmatickou doménu obsahující aktivační motiv ITAM (immunoroceptor tyrosine-based activation motif). Funguje jako PRR (anglicky pattern recognition receptor), který je schopný vázat β-1,3 glukany a β-1,6 glukany pocházející z hub a rostlin. Dectin-1 řadíme mezi receptory důležité pro vrozenou imunitní odpověď. Jeho exprese je vázána především na myeloidní dendritické buňky, monocyty, makrofágy a B buňky. Gen se nachází na chromozomu 12p13 v regionu genového komplexu NK buněk (natural killer). 

## Struktura
Dectin-1 se řadí mezi transmembránové proteiny obsahující v intracelulární části aktivační motiv ITAM (důležitý pro buněčnou aktivaci) a v extracelulárním regionu lektinovou doménu typu C (rozpoznává β-glukany a endogenní ligandy na T buňkách). CTL doména je od membrány oddělena stopkou. Stopka obsahuje místa vhodná ke glykosylaci, ke které zde může docházet. 

## Funkce
CLEC7A je PRR, který napomáhá obraně proti patogením houbám. Mimo jiné má také důležitou roli při obraně proti bakteriím, virům a hlístům.
Dectin-1 je exprimován na makrofázích, neutrofilech, monocytech a dendritických buňkách. Jiné studie potvrdily expresi na dalších imunitních buňkách: eosinofilech a B buňkách. 
Dectin-1 rozpoznává sacharidy a β-glukany, které se nacházejí v buněčných stěnách hub, některých bakterií a rostlin a dále mohou reagovat na endogenní ligandy na T buňkách a mykobakteriích. Vazba ligandu na receptor způsobí stimulaci a intracelulární signalizaci skrze aktivační motiv ITAM. Rozpoznání ligandu vede k indukci mnoha buněčných odpovědí (oxidativnímu vzplanutí, produkci metabolitů kyseliny arachidonové, maturaci dendritických buněk, endocytóze a fagocytóze ligandů, indukci cytokinů a chemokinů). Po navázání ligandu dochází k dimerizaci Dectinu-1 a fosforylaci kinázou z rodiny Src. Takto aktivovaný Dectin-1 naláká kinázu Syk (spleen-tyrosine kinase), která je aktivována ITAM motivem a dále aktivuje transkripční faktor NFkB. Aktivovaný NFkB se přesouvá do jádra a umožňuje transkripci mnoha prozánětlivých cytokinů a chemokinů (TNF, IL-23, IL-6, IL-2). Signalizace CLEC7A spouští fagocytózu a produkci ROS (reactive oxygen species).

### Obrana proti houbám
CLEC7A reaguje na několik druhů hub, především na Saccharomyces, Candida, Pneumocystis, Coccidiodes, Penicillium. Rozpoznání ligandů z těchto organismů vyvolává mnoho obranných mechanismů: fagocytózu hub a jejich zničení díky respiračnímu vzplanutí. Aktivace signalizace spouští skrze Dectin-1 expresi obranných antifungicidních cytokinů /chemokinů (TNF, CXCL2, IL-1b, IL-1a, CCL3, GM-CSF, G-CSF and IL-6) a rozvoj imunitní odpovědi směrem k Th17.

### Kostimulační molekula
Dectin-1 je schopný vázat endogenní ligandy na T buňkách. Tato vazba může dokonce vést k buněčné aktivaci a proliferaci. Dá se tedy říct, že CLEC7A je také kostimulační molekula T buněk. 